# Promélacacinidine
Les promélacacinidines sont un type de tanins condensés. Les tanins condensés sont des polymères de flavanols et les propélargonidines sont notamment composées de mesquitol.
Le nom provient du fait que ce type de tanins produit de la mélacacinidine, une anthocyane, lors de leur hydrolyse en milieu acide.
Des promélacacinidines peuvent être isolées de Senegalia caffra. Différents isomères du dimère mesquitol-(5→8)-catéchine peuvent être isolés de Prosopis glandulosa.